# Jurenák Ádám
Sultzi Jurenák Ádám (német: Adam von Jurenak, szlovák: Adama Jurenák, Széleskút, 1772. december 10. – Pozsony, 1837. augusztus 16.) pozsonyi nagykereskedő, a városi tanács tagja.

## Élete
Jurenák Ádám 1772-ben született Széleskúton egy francia származású nemesi család harmadik gyermekeként. Legidősebb testvére, Jurenák János modori polgármester és országgyűlési képviselő, legfiatalabb, József, pedig szentesi nagybirtokos, a város legvagyonosabb polgára. 1803-ban telepedett le Pozsony-ban. Miután megalapította saját cégét gyümölcskereskedelemmel foglalkozott, majd tűzifával és más terményekkel. Az 1812-es pozsonyi adókönyv szerint Jurenák a város legnagyobb tűzifa kereskedője és az öt legnagyobb polgári adózó egyike volt. 1825-ben a városi tanács tagjává választották és átvette a Ramasetter család vállalkozását, a Specerey- Handlungot március 21-én. 

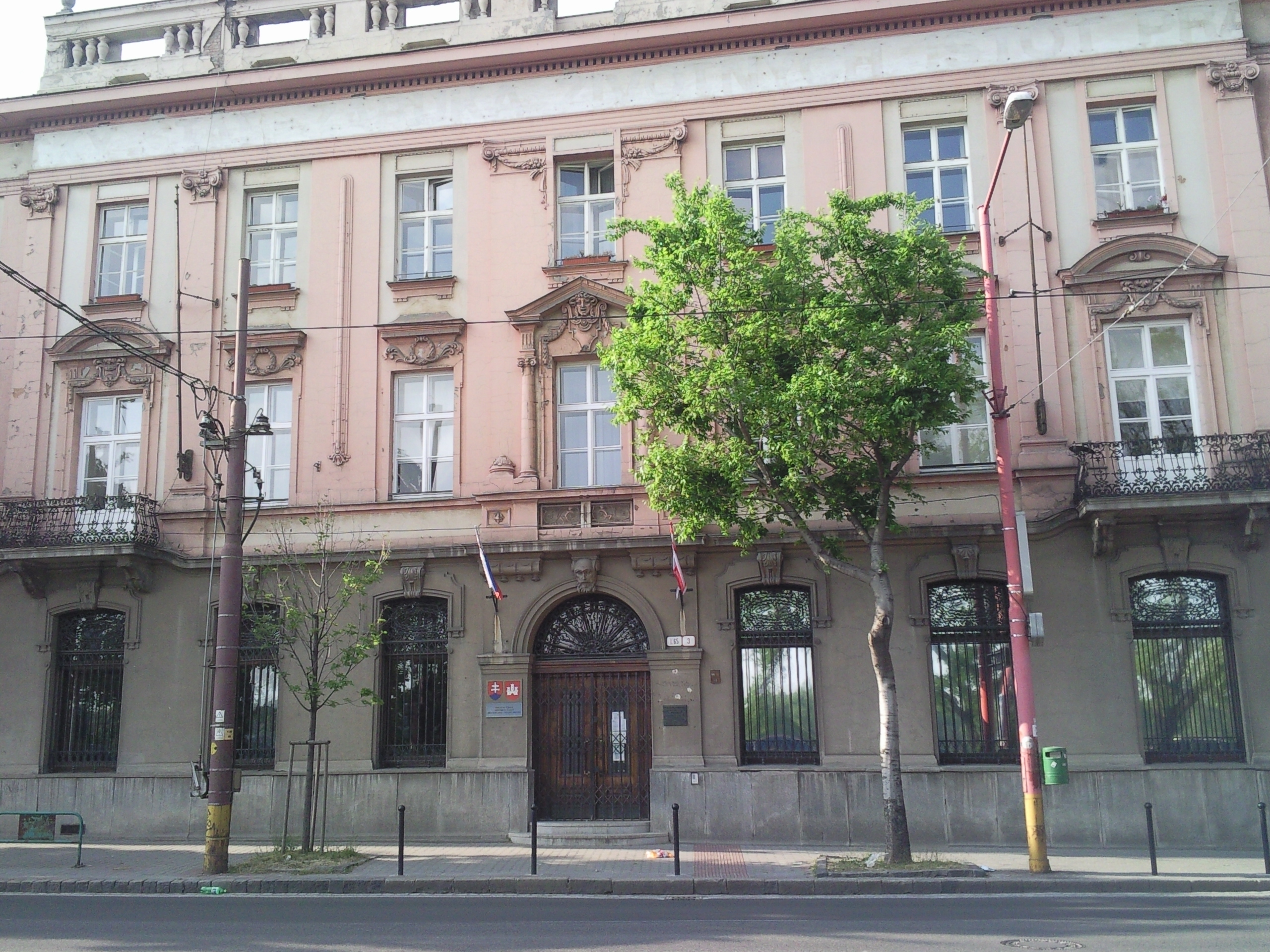
A Jurenák palota, Jurenák Ádám tulajdona volt.

Lakhelye volt a róla elnevezett Jurenák Palota (Jurenákov dom), ami ma a belvárosi önkormányzat épülete, valamint a Mirbach palota (Mirbachov palác) is.

### Magánélete
A nála 8 évvel fiatalabb nagykőrösi Rupp Ludmillával házasodott és 8 gyerekük született. Fiai különböző pályákra léptek. Anton fia átvette apja üzletét és szinte Európa összes országában megfordult, Károly ügyvéd lett, Eduárd hajóskapitány, József pedig gyógyszerész.

### Halála

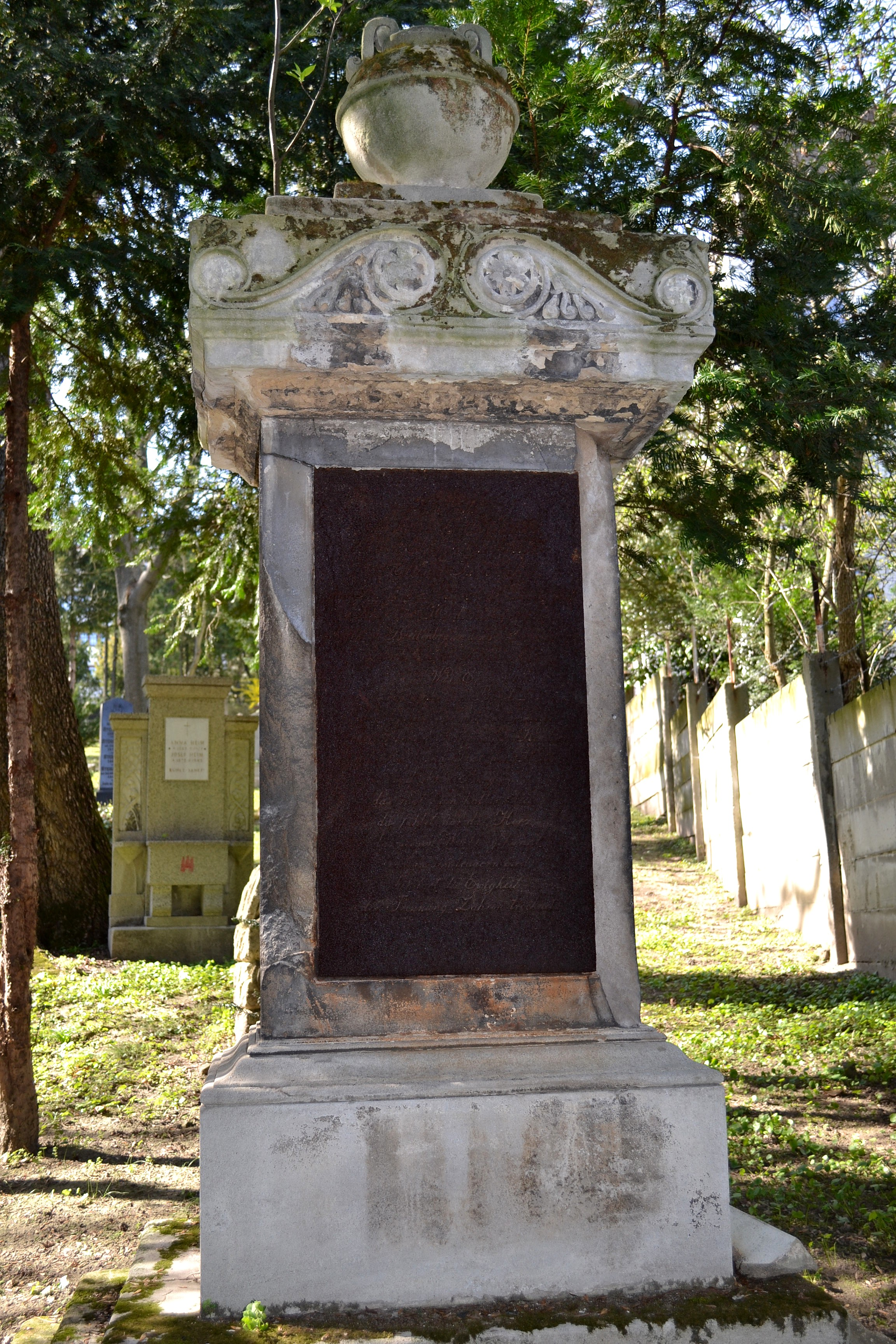
Jurenák Ádám sírja

1837-ben hunyt el 64 éves korában. A pozsonyi evangélikus temetőben helyezték végső nyugalomra. Sírja még ma is megtalálható a temetőben, amin meglátszik, hogy régóta nem látogatja senki.

A sírkövén a következő felirat olvasható:

„Hier ruht 
 im heiligen Gottes Friedez 
 der mit Ehren geachtete Herr 
 Adam Jurenak 
 Mitglied des Raths und bürgerl – Kauf – und Handelsmann allhier geboren zu 
 Breitenbrunn den 10. Dec. 1772 
 gestorben den 16 August 1837 (...)”

"Itt nyugszik a szent Isten békéjében a becsülettel tisztelt Jurenák Ádám Úr. A kormányzat tagja és polgári kereskedő született Szeleskúton 1772. december 10-én elhunyt 1837- augusztus 16-án (...)"